# Беляев, Владимир Борисович
Владимир Борисович Беляев (22 июня 1933 года — 2 марта 2015 года) — доктор физико-математических наук, профессор, главный научный сотрудник Лаборатории теоретической физики имени Н. Н. Боголюбова, соавтор научного открытия.

## Биография
Родился 22 июня 1933 года в Сталинграде.
Окончил физический факультет МГУ (декабрь 1956).
С 31 января 1957 года работал в ОИЯИ в ЛТФ — лаборатории теоретической физики. В 1964 году защитил кандидатскую диссертацию, С 1972 года доктор физико-математических наук.
Работа за рубежом:
- апрель 1998 — март 1999 научный центр ядерной физики, Осака
- январь 1994 — декабрь 2005 Рейнский университет Фридриха Вильгельма, Бонн; Физический институт, Бонн.

## Научная деятельность
Специалист в области теоретической ядерной физики и астрофизики.
Предложил несколько эффективных методов решения задач квантовой механики для систем нескольких частиц.
Соавтор научного открытия: Явление резонансного поглощения отрицательных мюонов атомными ядрами. В. В. Балашов, Н. М. Кабачник, В. Б. Беляев, И. Войтковска, В. С. Евсеев, Т. Козловски, Р. А. Эрамжян, В. С. Роганов. № 173 с приоритетом от 22 октября 1963 г.
Профессор, читал лекции в Тверском государственном университете и Международном университете «Дубна».
Автор курса лекций по физике малочастичных систем, изданного на русском и английском языках.